# 奧林匹克運動會主辦城市列表

舉辦過夏季（黄色）或冬季（藍色）奥运会的城市和国家地图，兩季皆舉辦過的國家以綠色顯示。

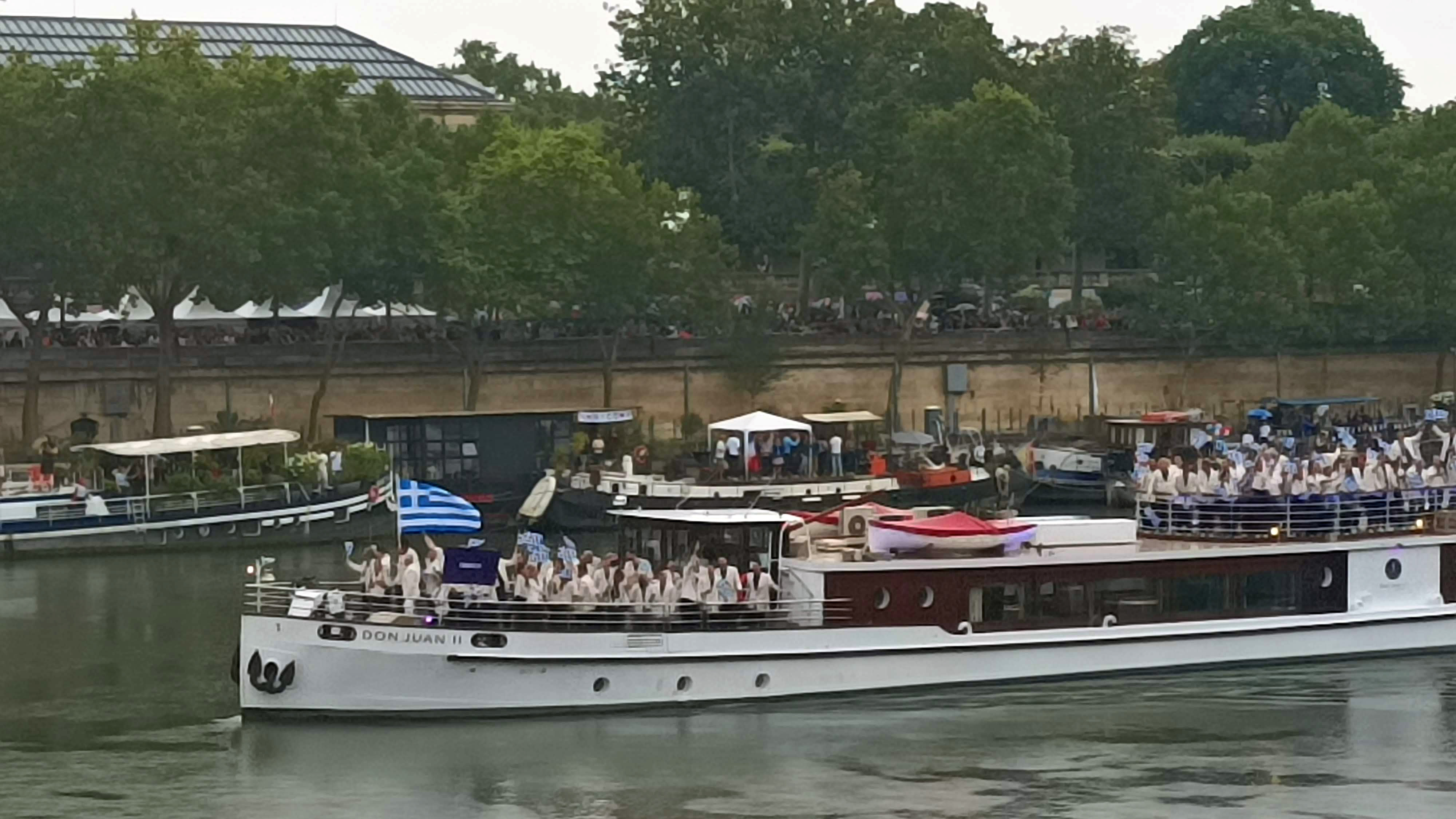
最近一屆已主辦夏季奧林匹克運動會的城市是法國巴黎；圖為開幕當時希臘代表團入場。

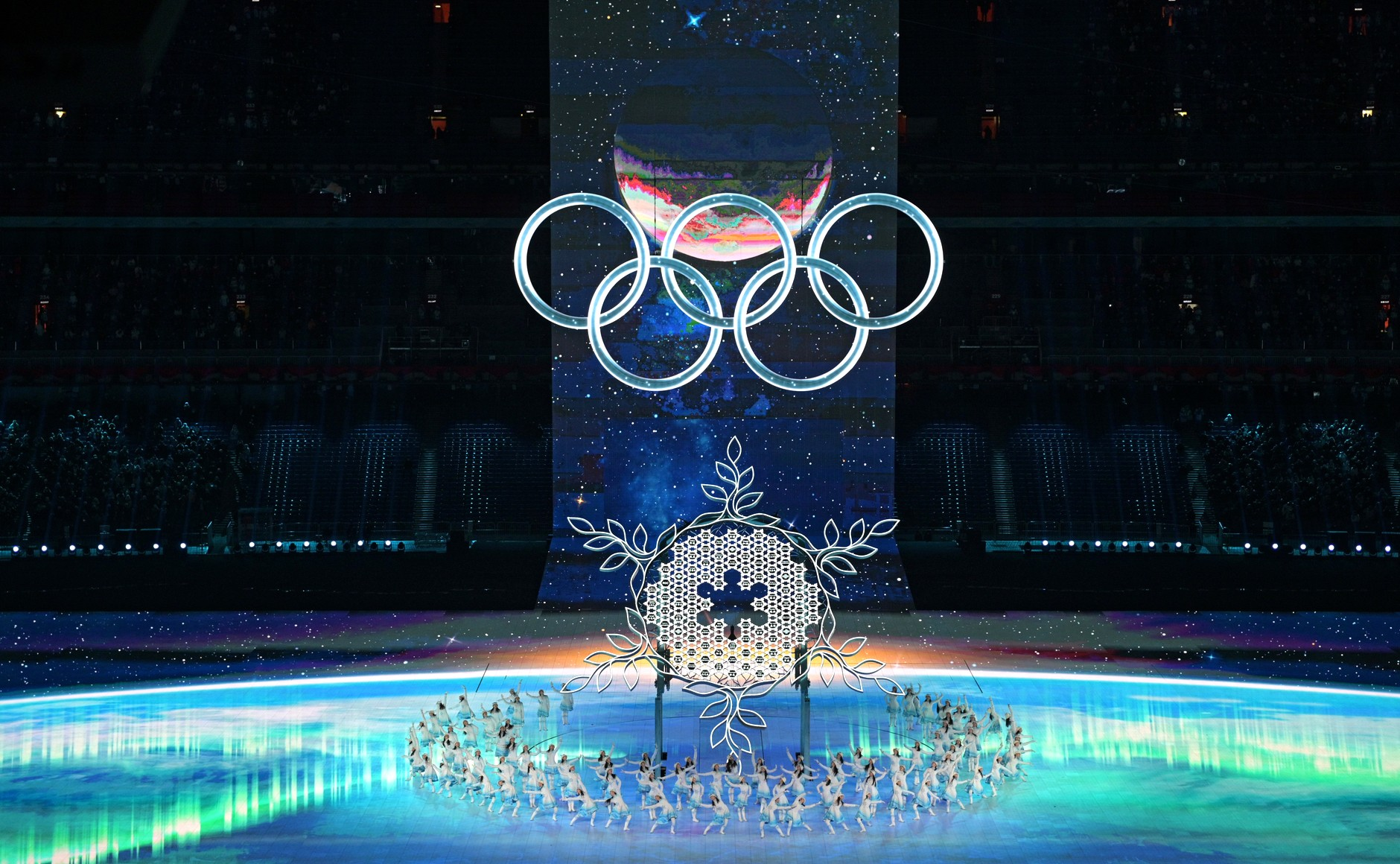
最近一屆已主辦冬季奧林匹克運動會的城市是中国北京；圖為開幕當時的奧運主場館。

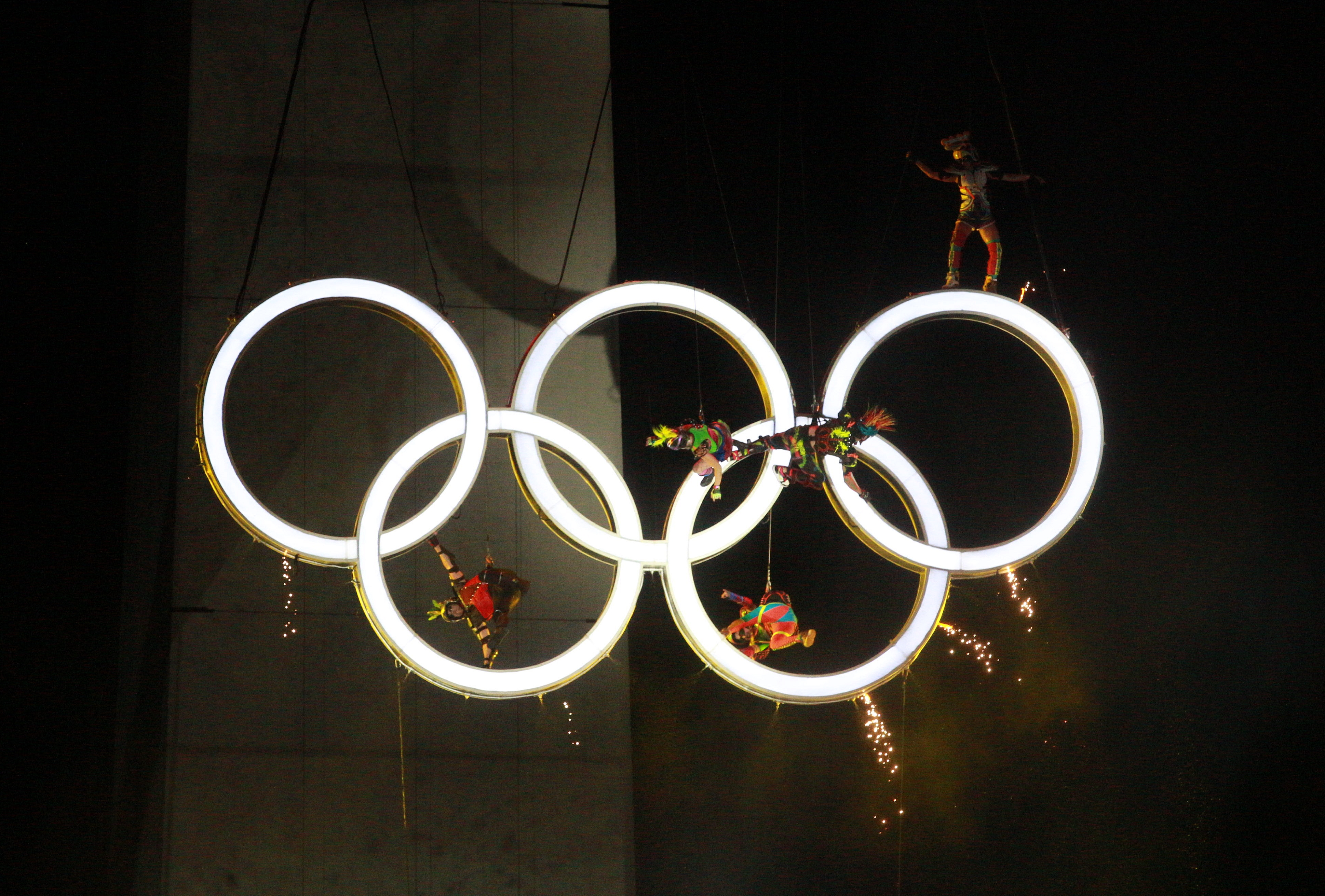
最近一屆已主辦夏季青年奧林匹克運動會的城市是阿根廷布宜諾斯艾利斯；圖為開幕當時的奥林匹克五环展示。

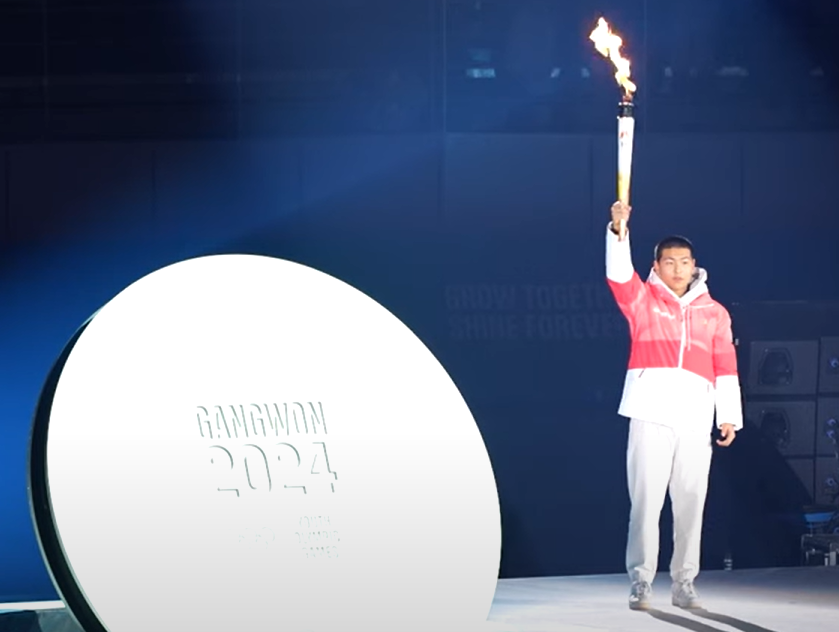
最近一屆已主辦冬季青年奧林匹克運動會的城市是韓國江原道；圖為開幕當時的奧運主場館。

第一屆現代奧林匹克運動會於1896年在希臘雅典舉辦，至今有23個城市成功舉辦29屆夏季奧林匹克運動會、21個城市成功主辦24屆冬季奧林匹克運動會；當中，1916年、1940年及1944年的三屆夏季奧林匹克運動會以及1940年及1944年連續兩屆的冬季奧林匹克運動會由於两次世界大战而被迫取消，2020年夏季奧林匹克運動會因2019冠狀病毒病疫情而延至2021年舉行，原定於2022年舉行的夏季青奧會也因2019冠狀病毒病疫情延至2026年舉行。除此之外，雅典在1906年主辦的屆間運動會並沒有得到國際奧林匹克委員會承認。
目前有11個城市多次舉辦奧運會，分別是雅典（1896年和2004年夏季奥运会）、巴黎（1900年、1924年和2024年夏季奥运会）、倫敦（1908年、1948年和2012年夏季奧運會）、聖莫里茨（1928年和1948年冬季奥运会）、普萊西德湖（1932年和1980年冬季奥运会）、洛杉磯（1932年、1984年和2028年夏季奥运会）、科爾蒂納丹佩佐（1956年和2026年冬季奥运会）、因斯布魯克（1964年、1976年冬季奧運會和2012年冬季青年奧運會）、東京（1964年和2020年夏季奥运会）、利勒哈默爾（1994年冬季奥运会和2016年冬季青年奧運會）和北京（2008年夏季奥运会和2022年冬季奥运会）。其中，倫敦是第一個舉辦過三屆夏季奧運會的城市，因斯布魯克是第一個舉辦過三屆冬季奧運會的城市，北京是第一個舉辦過夏季奧運會和冬季奧運會二者的城市。
目前法國巴黎被國際奧委會選為2024年夏季奧林匹克運動會主辦城市，美國洛杉磯選為2028年夏季奧林匹克運動會主辦城市，澳洲布里斯班選為2032年夏季奧林匹克運動會主辦城市；而義大利米蘭–科爾蒂納丹佩佐則被被選為2026年冬季奧林匹克運動會的主辦城市。國際奧委會於2018年10月8日決定2022年夏季青年奧林匹克運動會的主辦城市為塞內加爾達喀爾，並於2020年1月10日決定2024年冬季青年奧林匹克運動會的主辦城市為南韓江原道。2020年7月15日，國際奧委會宣布因2019冠狀病毒病對於主辦國經濟等方面的衝擊，將原定於2022年在達喀爾舉行的夏季青年奧林匹克運動會延期至2026年舉行。

## 主辦城市產生過程
國際奧林匹克委員會於1999年的第110屆國際奧林匹克委員會全體會議上通過新的奧運會主辦城市選舉程序，整個申辦過程需時約兩年。通常在該屆奧運舉辦的7年前會投票確定主辦城市（由1998年的長野冬季奧運會開始，例如2009年的國際奧委會全體委員大會投票選出2016年奧運的主辦城市）。
首先，有意主辦奧運會的城市必須在國際奧委會所訂的限期前提交有意申請書及問卷調查；同時，有意主辦的城市必須在同時提交申辦會徽以及向國際奧委會發表10分鐘的簡報以介紹他們的管理團隊；另一方面，國際奧委會也會向有意主辦的城市審查有關在住宿、交通、保安等基本要求。在2019年前，國際奧委會執行委員會在初次遴選過程後列出符合可主辦奧運會規格的城市為申請城市（applicant city）；有關申請城市通過國際奧委會執行委員會審查達到適當資格後，國際奧委會執行委員會會批准有關申請城市正式成為候選城市（candidate city），以授權有關城市進行下一步申辦程序。2019年開始，國際奧委會不再採用候選城市投票表決方式，而是成立奧運會舉辦地委員會，負責向國際奧委會執委會推薦多個或者單個候選城市。
候選城市需在翌年向國際奧委會評審委員會提交一份詳細報告并準備為該委員會成員在計劃舉辦的選址等地進行實地考察。除非國際奧委會在兩個月內會選出主辦城市，否則評審委員會會就各城市的考察向國際奧委會執行委員會提交評審報告。而國際奧委會委員以多輪絕對多數制在國際奧委會全體委員大會上以不記名投票方式選出得到超過半數選票的候選城市成為主辦城市（host city）。由於國際奧委會主席不會投票，因此若投票至最後一輪，兩個候選城市票數相同時，國際奧委會主席則以自己的一票來決定主辦權归屬。
當選出所屬奧運會的主辦城市後，國際奧委會隨即在當日和該城市簽訂《主辦城市合約書》；合同書具有法律約束力的責任外，主辦城市為其主辦奧運會而設的組織委員會必須履行《奧林匹克憲章》條文外，也要遵從國際奧委會的指示來主辦奧運會。

## 奧林匹克運動會主辦城市

### 夏季奧林匹克運動會主辦城市
粗體為正在舉行中的夏季奧運會。
| 主辦城市          | 主辦國 | 屆數   | 年份   | 開幕日                       | 閉幕日                       | 備注   |
| ----------------- | ------ | ------ | ------ | ---------------------------- | ---------------------------- | ------ |
| 雅典              | 希腊   | 第1届  | 1896年 | 4月6日                       | 4月15日                      | [ 5 ]  |
| 巴黎              | 法國   | 第2届  | 1900年 | 5月14日                      | 10月28日                     | [ 6 ]  |
| 圣路易斯          | 美国   | 第3届  | 1904年 | 7月1日                       | 11月23日                     | [ 8 ]  |
| 倫敦              | 英国   | 第4届  | 1908年 | 4月27日                      | 10月31日                     | [ 9 ]  |
| 斯德哥爾摩        | 瑞典   | 第5届  | 1912年 | 5月5日                       | 7月27日                      | [ 10 ] |
| 柏林              | 德国   | 第6届  | 1916年 | 因第一次世界大戰而取消       | 因第一次世界大戰而取消       | [ 11 ] |
| 安特衛普          | 比利时 | 第7届  | 1920年 | 4月20日                      | 9月12日                      | [ 12 ] |
| 巴黎              | 法國   | 第8届  | 1924年 | 5月4日                       | 7月27日                      | [ 13 ] |
| 阿姆斯特丹        | 荷蘭   | 第9届  | 1928年 | 7月28日                      | 8月12日                      | [ 14 ] |
| 洛杉磯            | 美国   | 第10届 | 1932年 | 7月30日                      | 8月14日                      | [ 15 ] |
| 柏林              | 德国   | 第11届 | 1936年 | 8月1日                       | 8月16日                      | [ 16 ] |
| 東京              | 日本   | 第12届 | 1940年 | 因第二次世界大戰而取消       | 因第二次世界大戰而取消       | [ 11 ] |
| 倫敦              | 英國   | 第13届 | 1944年 | 因第二次世界大戰而取消       | 因第二次世界大戰而取消       | [ 11 ] |
| 倫敦              | 英國   | 第14届 | 1948年 | 7月29日                      | 8月14日                      | [ 17 ] |
| 赫爾辛基          | 芬兰   | 第15届 | 1952年 | 7月19日                      | 8月3日                       | [ 18 ] |
| 墨爾本 斯德哥爾摩 | · 瑞典 | 第16届 | 1956年 | 11月22日 6月10日             | 12月8日 6月17日              | [ 20 ] |
| 羅馬              | 義大利 | 第17届 | 1960年 | 8月25日                      | 9月11日                      | [ 21 ] |
| 東京              | 日本   | 第18届 | 1964年 | 10月10日                     | 10月24日                     | [ 22 ] |
| 墨西哥城          | 墨西哥 | 第19届 | 1968年 | 10月12日                     | 10月27日                     | [ 23 ] |
| 慕尼黑            | 西德   | 第20届 | 1972年 | 8月26日                      | 9月11日                      | [ 24 ] |
| 蒙特利爾          | 加拿大 | 第21届 | 1976年 | 7月17日                      | 8月1日                       | [ 25 ] |
| 莫斯科            | 苏联   | 第22届 | 1980年 | 7月19日                      | 8月3日                       | [ 26 ] |
| 洛杉磯            | 美国   | 第23届 | 1984年 | 7月28日                      | 8月12日                      | [ 27 ] |
| 汉城              |        | 第24届 | 1988年 | 9月17日                      | 10月2日                      | [ 28 ] |
| 巴塞羅那          | 西班牙 | 第25届 | 1992年 | 7月25日                      | 8月9日                       | [ 29 ] |
| 亞特蘭大          | 美国   | 第26届 | 1996年 | 7月19日                      | 8月4日                       | [ 30 ] |
| 悉尼              |        | 第27届 | 2000年 | 9月15日                      | 10月1日                      | [ 31 ] |
| 雅典              | 希腊   | 第28届 | 2004年 | 8月13日                      | 8月29日                      | [ 32 ] |
| 北京              | 中国   | 第29届 | 2008年 | 8月8日                       | 8月24日                      | [ 35 ] |
| 倫敦              | 英国   | 第30届 | 2012年 | 7月27日                      | 8月12日                      | [ 36 ] |
| 里約熱內盧        | 巴西   | 第31届 | 2016年 | 8月5日                       | 8月21日                      | [ 37 ] |
| 東京              | 日本   | 第32届 | 2020年 | 因2019冠狀病毒病疫情推遲一年 | 因2019冠狀病毒病疫情推遲一年 | [ 38 ] |
| 東京              | 日本   | 第32届 | 2021年 | 7月23日                      | 8月8日                       | [ 38 ] |
| 巴黎              | 法國   | 第33届 | 2024年 | 7月26日                      | 8月11日                      | [ 39 ] |
| 洛杉磯            | 美国   | 第34届 | 2028年 | 7月14日                      | 7月30日                      | [ 40 ] |
| 布里斯本          |        | 第35届 | 2032年 | 7月23日                      | 8月8日                       | [ 41 ] |

而国际奥林匹克委员会已经不再承认在1906年4月22日到5月2日举行的1906年屆間運動會的官方地位，而将其描述为“1906年在雅典举行的综合运动会”，举办地点在希腊雅典时间是在1906年4月22日到5月2日，但是确实为早期奥运会起到了很大的普及宣传作用。

### 冬季奧林匹克運動會主辦城市
粗體為正在舉行中的冬季奧運會。
| 主辦城市            | 主辦國   | 屆數   | 年份   | 開幕日                 | 閉幕日                 | 備注   |
| ------------------- | -------- | ------ | ------ | ---------------------- | ---------------------- | ------ |
| 霞慕尼              | 法國     | 第1届  | 1924年 | 1月25日                | 2月4日                 | [ 42 ] |
| 圣莫里茨            | 瑞士     | 第2届  | 1928年 | 2月11日                | 2月19日                | [ 43 ] |
| 普萊西德湖          | 美国     | 第3届  | 1932年 | 2月4日                 | 2月15日                | [ 44 ] |
| 加爾米施-帕滕基興   | 德国     | 第4届  | 1936年 | 2月6日                 | 2月16日                | [ 45 ] |
| 札幌                | 日本     | ----   | 1940年 | 因第二次世界大戰而取消 | 因第二次世界大戰而取消 | [ 11 ] |
| 科爾蒂納丹佩佐      | 意大利   | ----   | 1944年 | 因第二次世界大戰而取消 | 因第二次世界大戰而取消 | [ 11 ] |
| 圣莫里茨            | 瑞士     | 第5届  | 1948年 | 1月30日                | 2月8日                 | [ 46 ] |
| 奧斯陸              | 挪威     | 第6届  | 1952年 | 2月14日                | 2月25日                | [ 47 ] |
| 科爾蒂納丹佩佐      | 義大利   | 第7届  | 1956年 | 1月26日                | 2月5日                 | [ 45 ] |
| 斯闊谷              | 美国     | 第8届  | 1960年 | 2月18日                | 2月28日                | [ 48 ] |
| 因斯布魯克          | 奥地利   | 第9届  | 1964年 | 1月29日                | 2月9日                 | [ 49 ] |
| 格勒诺布尔          | 法國     | 第10届 | 1968年 | 2月6日                 | 2月18日                | [ 50 ] |
| 札幌                | 日本     | 第11届 | 1972年 | 2月3日                 | 2月13日                | [ 51 ] |
| 因斯布魯克          | 奥地利   | 第12届 | 1976年 | 2月4日                 | 2月15日                | [ 52 ] |
| 普萊西德湖          | 美国     | 第13届 | 1980年 | 2月14日                | 2月23日                | [ 53 ] |
| 薩拉熱窩            | 南斯拉夫 | 第14届 | 1984年 | 2月7日                 | 2月19日                | [ 54 ] |
| 卡尔加里            | 加拿大   | 第15届 | 1988年 | 2月13日                | 2月28日                | [ 55 ] |
| 阿爾貝維爾          | 法國     | 第16届 | 1992年 | 2月8日                 | 2月23日                | [ 56 ] |
| 利勒哈默尔          | 挪威     | 第17届 | 1994年 | 2月12日                | 2月27日                | [ 57 ] |
| 長野                | 日本     | 第18届 | 1998年 | 2月7日                 | 2月22日                | [ 58 ] |
| 鹽湖城              | 美国     | 第19届 | 2002年 | 2月8日                 | 2月24日                | [ 59 ] |
| 都靈                | 義大利   | 第20届 | 2006年 | 2月10日                | 2月26日                | [ 60 ] |
| 溫哥華              | 加拿大   | 第21届 | 2010年 | 2月12日                | 2月28日                | [ 61 ] |
| 索契                | 俄羅斯   | 第22届 | 2014年 | 2月7日                 | 2月23日                | [ 62 ] |
| 平昌                |          | 第23届 | 2018年 | 2月9日                 | 2月25日                | [ 63 ] |
| 北京                | 中国     | 第24届 | 2022年 | 2月4日                 | 2月20日                | [ 64 ] |
| 米蘭-科爾蒂納丹佩佐 | 義大利   | 第25屆 | 2026年 | 2月6日                 | 2月22日                | [ 65 ] |
| 阿爾卑斯山          | 法國     | 第26届 | 2030年 | 2月8日                 | 2月24日                |        |
| 鹽湖城              | 美国     | 第27屆 | 2034年 | 2月10日                | 2月26日                |        |

### 夏季青年奥林匹克运动会主辦城市
粗體為正在舉行中的夏季青奧會。
| 主辦城市       | 主辦國   | 屆數  | 年份   | 開幕日                          | 閉幕日                          | 備注   |
| -------------- | -------- | ----- | ------ | ------------------------------- | ------------------------------- | ------ |
| 新加坡         | 新加坡   | 第1届 | 2010年 | 8月14日                         | 8月26日                         | [ 66 ] |
| 南京           | 中国     | 第2届 | 2014年 | 8月16日                         | 8月28日                         | [ 67 ] |
| 布宜諾斯艾利斯 | 阿根廷   | 第3届 | 2018年 | 10月6日                         | 10月18日                        | [ 68 ] |
| 達喀爾         | 塞内加尔 | 第4届 | 2022年 | 因2019冠狀病毒病疫情延後4年舉辦 | 因2019冠狀病毒病疫情延後4年舉辦 | [ 69 ] |
| 達喀爾         | 塞内加尔 | 第4届 | 2026年 | 10月22日                        | 11月9日                         | [ 69 ] |

### 冬季青年奧林匹克運動會主辦城市
粗體為正在舉行中的冬季青奧會。
| 主辦城市   | 主辦國 | 屆數  | 年份   | 開幕日  | 閉幕日  | 備注   |
| ---------- | ------ | ----- | ------ | ------- | ------- | ------ |
| 因斯布魯克 | 奥地利 | 第1届 | 2012年 | 1月13日 | 1月22日 | [ 70 ] |
| 利勒哈默爾 | 挪威   | 第2届 | 2016年 | 2月12日 | 2月21日 | [ 71 ] |
| 洛桑       | 瑞士   | 第3届 | 2020年 | 1月9日  | 1月22日 | [ 72 ] |
| 江原道     |        | 第4届 | 2024年 | 1月19日 | 2月2日  | [ 73 ] |

## 統計

### 奧林匹克運動會多次主辦城市
| 名列 | 主辦城市       | 主辦國 | 主辦夏季奧運會次數    | 主辦冬季奧運會次數 | 主辦夏季青奧會次數 | 主辦冬季青奧會次數 | 共辦次數 |
| ---- | -------------- | ------ | --------------------- | ------------------ | ------------------ | ------------------ | -------- |
| 1    | 倫敦           | 英国   | 3（1908、1948、2012） | 0                  | 0                  | 0                  | 3        |
| 1    | 巴黎           | 法國   | 3（1900、1924、2024） | 0                  | 0                  | 0                  | 3        |
| 1    | 洛杉磯         | 美国   | 3（1932、1984、2028） | 0                  | 0                  | 0                  | 3        |
| 1    | 因斯布魯克     | 奥地利 | 0                     | 2（1964、1976）    | 0                  | 1（2012）          | 3        |
| 2    | 雅典           | / 希腊 | 2（1896、2004）       | 0                  | 0                  | 0                  | 2        |
| 2    | 東京           | 日本   | 2（1964、2020）       | 0                  | 0                  | 0                  | 2        |
| 2    | 北京           | 中国   | 1（2008）             | 1（2022）          | 0                  | 0                  | 2        |
| 2    | 圣莫里茨       | 瑞士   | 0                     | 2（1928、1948）    | 0                  | 0                  | 2        |
| 2    | 普萊西德湖     | 美国   | 0                     | 2（1932、1980）    | 0                  | 0                  | 2        |
| 2    | 鹽湖城         | 美国   | 0                     | 2（2002、2034）    | 0                  | 0                  | 2        |
| 2    | 利勒哈默尔     | 挪威   | 0                     | 1（1994）          | 0                  | 1（2016）          | 2        |
| 2    | 科爾蒂納丹佩佐 | 義大利 | 0                     | 2（1956、2026）    | 0                  | 0                  | 2        |
| 2    | 平昌           |        | 0                     | 1（2018）          | 0                  | 1（2024）          | 2        |

### 奧林匹克運動會主辦國

舉辦夏季奧運會的國家
4次
3次
2次
1次
無

舉辦冬季奧運會的國家
4次
3次
2次
1次
無

|  |  |

| 名列 | 主辦國       | 主辦夏季奧運會次數                | 主辦冬季奧運會次數                | 主辦夏季青奧會次數 | 主辦冬季青奧會次數 | 共辦次數 |
| ---- | ------------ | --------------------------------- | --------------------------------- | ------------------ | ------------------ | -------- |
| 1    | 美国         | 5（1904、1932、1984、1996、2028） | 5（1932、1960、1980、2002、2034） | 0                  | 0                  | 10       |
| 2    | 法國         | 3（1900、1924、2024）             | 4（1924、1968、1992、2030）       | 0                  | 0                  | 7        |
| 3    | 日本         | 2（1964、2020）                   | 2（1972、1998）                   | 0                  | 0                  | 4        |
| 3    | 義大利       | 1（1960）                         | 3（1956、2006、2026）             | 0                  | 0                  | 4        |
| 5    | 加拿大       | 1（1976）                         | 2（1988、2010）                   | 0                  | 0                  | 3        |
| 5    | 英国         | 3（1908、1948、2012）             | 0                                 | 0                  | 0                  | 3        |
| 5    | / 德国       | 2（1936、1972）                   | 1（1936）                         | 0                  | 0                  | 3        |
| 5    | 挪威         | 0                                 | 2（1952、1994）                   | 0                  | 1（2016）          | 3        |
| 5    | 奥地利       | 0                                 | 2（1964、1976）                   | 0                  | 1（2012）          | 3        |
| 5    | 中国         | 1（2008）                         | 1（2022）                         | 1（2014）          | 0                  | 3        |
| 5    | 瑞士         | 0                                 | 2（1928、1948）                   | 0                  | 1（2020）          | 3        |
| 5    |              | 1（1988）                         | 1（2018）                         | 0                  | 1（2024）          | 3        |
| 5    |              | 3（1956、2000、2032）             | 0                                 | 0                  | 0                  | 3        |
| 14   | / 希腊       | 2（1896、2004）                   | 0                                 | 0                  | 0                  | 2        |
| 14   | 苏联/ 俄羅斯 | 1（1980）                         | 1（2014）                         | 0                  | 0                  | 2        |
| 16   | 阿根廷       | 0                                 | 0                                 | 1（2018）          | 0                  | 1        |
| 16   | 比利时       | 1（1920）                         | 0                                 | 0                  | 0                  | 1        |
| 16   | 巴西         | 1（2016）                         | 0                                 | 0                  | 0                  | 1        |
| 16   | 西班牙       | 1（1992）                         | 0                                 | 0                  | 0                  | 1        |
| 16   | 芬兰         | 1（1952）                         | 0                                 | 0                  | 0                  | 1        |
| 16   | 墨西哥       | 1（1968）                         | 0                                 | 0                  | 0                  | 1        |
| 16   | 荷蘭         | 1（1928）                         | 0                                 | 0                  | 0                  | 1        |
| 16   | 瑞典         | 1（1912）                         | 0                                 | 0                  | 0                  | 1        |
| 16   | 南斯拉夫/    | 0                                 | 1（1984）                         | 0                  | 0                  | 1        |
| 16   | 新加坡       | 0                                 | 0                                 | 1（2010）          | 0                  | 1        |
| 16   | 塞内加尔     | 0                                 | 0                                 | 1（2026）          | 0                  | 1        |

### 大洲
奧林匹克運動會曾在歐洲國家舉辦34次，而其第34次已於2024年舉辦；北美洲則舉辦過12次，而單是美國已佔四分之三。位於東亞的中日韓三國以及位于東南亞的新加坡為亞洲舉辦過11次奧林匹克運動會，而南亞、中亞及西亞均未曾舉辦奧林匹克運動會。2016年夏季奧運會於巴西里約熱內盧舉辦，這也是南美洲國家首次主辦奧運會。大洋洲也因為澳洲曾主辦的三屆奧林匹克運動會而舉辦過2次。而之前一直未曾舉辦過奧運會的非洲也因為2026年夏季青奧會將於塞內加爾達喀爾舉辦，得以首次迎來該項盛事。

### 緯度
南半球已成功舉辦三屆夏季奧運，分別為1956年（南半球夏季）、2000年（南半球春季）、2016年的奧運（南半球冬季）。同時也有一次青年奧運，為2018年10月1日至12日（南半球春季）。
由因為是南北半球的季節顛倒的緣故，故舉辦期間通常會往南半球春季或夏季的9到12月傾向，不會是北半球大部分的7或8月。不過2016年的奧運在8月舉行，成爲首次完全在主辦國冬季期間舉辦的夏季奧運會。
南半球未曾舉辦冬季奧運，但是智利圣地亚哥（2026年，成功獲得將成為舉辦地緯度最低）、阿根廷巴塔哥尼亞（2026年）是申辦的大熱門，但是因氣候因素須把時間改為7或8月（南半球冬季）才可。

### 氣候
因為夏季過於炎熱，除了新加坡，未曾在低緯度地點或熱帶沙漠地區舉辦奧運，即使成功也需要在10到12月舉行（如6次亞運會就是如此），形成「夏季賽事在冬季舉辦」的現象。

### 宗教
- 目前舉辦奧林匹克運動會的國家中，絕大多數都是以基督宗教（基督新教、東正教、羅馬天主教等）為信仰的歐洲和美洲國家為主。
- 1964年東京奧運會是首次由神道教與佛教信仰為主的日本所舉辦，在那之後的1988年、2008年、2020年夏季奥运，2010年、2014年青年奥运和1972年、1998年、2018年、2022年冬季奧運，也都是以佛教、道教、儒教、中國民間信仰、神道教等信仰為主的中日韓新四國所主辦。
- 而以伊斯蘭信仰為主的國家中至今仍沒有一國舉辦過任何夏季奧運和冬季奧運（土耳其、卡達、亞塞拜然都曾考慮申辦，但土耳其伊斯坦堡在2020年最後一輪敗給東京，其他國家因為政治因素或保守，不接受以色列參賽未曾申辦）。
- 另外一方面以印度教信仰為主的南亞大陸和信奉猶太教的以色列至今也沒有主辦過夏季奧運和冬季奧運（同時也未曾有申辦奧運的想法）。

### 引用
1. ↑  . 国际奥林匹克委员会.   [2021-03-25]. （原始内容存档于2021-04-21）.
2. ↑  Kalmus, Sage. . Helium.   [2010-07-09]. （原始内容存档于2008-08-14）.
3. ↑  . wiseGEEK.   [2010-07-09]. （原始内容存档于2021-02-20）.
4. ↑  Kalmus, Sage. . Helium.   [2010-07-09]. （原始内容存档于2013-04-26）.
5. ↑  . 国际奥林匹克委员会.   [2021-03-25]. （原始内容存档于2021-04-25）.
6. ↑  . 国际奥林匹克委员会.   [2021-03-25]. （原始内容存档于2021-04-26）.
7. ↑   (PDF). 紐約時報. 1903-02-12  [2010-07-09]. （原始内容存档于2015-11-17）.
8. ↑  . 国际奥林匹克委员会.   [2021-03-25]. （原始内容存档于2021-04-25）.
9. ↑  . 国际奥林匹克委员会.   [2021-03-25]. （原始内容存档于2021-04-24）.
10. ↑  . 国际奥林匹克委员会.   [2021-03-25]. （原始内容存档于2021-04-23）.
11. 1 2 3 4 5  Durántez, Conrado.  (PDF). Olympic Review. 1997-04, XXVI (14): 56–57  [2010-07-08]. （原始内容 (PDF)存档于2008-09-11）.
12. ↑  . 国际奥林匹克委员会.   [2021-03-25]. （原始内容存档于2021-04-23）.
13. ↑  . 国际奥林匹克委员会.   [2021-03-25]. （原始内容存档于2021-04-24）.
14. ↑  . 国际奥林匹克委员会.   [2021-03-25]. （原始内容存档于2021-04-23）.
15. ↑  . 国际奥林匹克委员会.   [2021-03-25]. （原始内容存档于2021-04-23）.
16. ↑  . 国际奥林匹克委员会.   [2021-03-25]. （原始内容存档于2021-04-23）.
17. ↑  . 国际奥林匹克委员会.   [2021-03-25]. （原始内容存档于2021-04-24）.
18. ↑  . 国际奥林匹克委员会.   [2021-03-25]. （原始内容存档于2021-04-24）.
19. ↑  . 瑞典奧林匹克委員會.   [2010-07-09]. （原始内容存档于2008-10-09）.
20. ↑  . 国际奥林匹克委员会.   [2010-07-31]. （原始内容存档于2014-10-11）.
21. ↑  . 国际奥林匹克委员会.   [2021-03-25]. （原始内容存档于2021-04-23）.
22. ↑  . 国际奥林匹克委员会.   [2021-03-25]. （原始内容存档于2021-04-26）.
23. ↑  . 国际奥林匹克委员会.
24. ↑  . 国际奥林匹克委员会.   [2021-03-25]. （原始内容存档于2021-04-26）.
25. ↑  . 国际奥林匹克委员会.   [2021-03-25]. （原始内容存档于2021-04-23）.
26. ↑  . 国际奥林匹克委员会.   [2021-03-25]. （原始内容存档于2010-08-16）.
27. ↑  . 国际奥林匹克委员会.   [2021-03-25]. （原始内容存档于2021-04-24）.
28. ↑  . 国际奥林匹克委员会.   [2021-03-25]. （原始内容存档于2021-04-23）.
29. ↑  . 国际奥林匹克委员会.   [2010-07-15]. （原始内容存档于2021-04-25）.
30. ↑  . 国际奥林匹克委员会.   [2021-03-25]. （原始内容存档于2021-04-23）.
31. ↑  . 国际奥林匹克委员会.   [2021-07-29]. （原始内容存档于2021-08-25）.
32. ↑  . 国际奥林匹克委员会.   [2021-07-28]. （原始内容存档于2021-09-03）.
33. ↑  Tim Pile. . 倫敦: The Daily Telegraph. 2008-06-25  [2010-07-09]. （原始内容存档于2008-08-20）.
34. ↑  . 國際奧委會.   [2010-07-09]. （原始内容存档于2008-08-10）.
35. ↑  . 国际奥林匹克委员会.   [2021-07-28]. （原始内容存档于2021-08-28）.
36. ↑  . 国际奥林匹克委员会.   [2021-07-28]. （原始内容存档于2021-09-03）.
37. ↑  . 国际奥林匹克委员会.   [2021-07-28]. （原始内容存档于2021-09-02）.
38. ↑  . Tokyo 2020.   [2020-12-30]. （原始内容存档于2019-12-27）.
39. ↑  . 国际奥林匹克委员会.   [2017-09-14]. （原始内容存档于2021-04-23）.
40. ↑  . 国际奥林匹克委员会.   [2021-03-25]. （原始内容存档于2020-02-28）.
41. ↑  . 国际奥林匹克委员会.   [2021-07-28]. （原始内容存档于2021-08-28）.
42. ↑  . 国际奥林匹克委员会.   [2021-03-25]. （原始内容存档于2021-04-24）.
43. ↑  . 国际奥林匹克委员会.   [2021-03-25]. （原始内容存档于2021-04-23）.
44. ↑  . 国际奥林匹克委员会.   [2021-03-25]. （原始内容存档于2021-04-23）.
45. 1 2  . 国际奥林匹克委员会.   [2021-03-25]. （原始内容存档于2021-04-29）.
46. ↑  . 国际奥林匹克委员会.   [2021-03-25]. （原始内容存档于2021-04-28）.
47. ↑  . 国际奥林匹克委员会.   [2021-03-25]. （原始内容存档于2021-04-24）.
48. ↑  . 国际奥林匹克委员会.   [2021-03-25]. （原始内容存档于2021-04-26）.
49. ↑  . 国际奥林匹克委员会.   [2021-03-25]. （原始内容存档于2021-04-27）.
50. ↑  . 国际奥林匹克委员会.   [2021-03-25]. （原始内容存档于2021-04-23）.
51. ↑  . 国际奥林匹克委员会.   [2021-03-25]. （原始内容存档于2021-04-23）.
52. ↑  . 国际奥林匹克委员会.   [2021-03-25]. （原始内容存档于2021-04-28）.
53. ↑  . 国际奥林匹克委员会.   [2021-03-25]. （原始内容存档于2021-04-23）.
54. ↑  . 国际奥林匹克委员会.   [2021-03-25]. （原始内容存档于2021-04-23）.
55. ↑  . 国际奥林匹克委员会.   [2021-03-25]. （原始内容存档于2021-04-23）.
56. ↑  . 国际奥林匹克委员会.   [2021-03-25]. （原始内容存档于2021-04-23）.
57. ↑  . 国际奥林匹克委员会.   [2021-03-25]. （原始内容存档于2021-04-23）.
58. ↑  . 国际奥林匹克委员会.   [2016-06-15]. （原始内容存档于2018-01-30）.
59. ↑  . 国际奥林匹克委员会.   [2021-03-25]. （原始内容存档于2021-04-24）.
60. ↑  . 国际奥林匹克委员会.   [2021-03-25]. （原始内容存档于2021-04-23）.
61. ↑  . 国际奥林匹克委员会.   [2021-03-25]. （原始内容存档于2021-04-29）.
62. ↑  . 国际奥林匹克委员会.   [2021-03-25]. （原始内容存档于2021-04-26）.
63. ↑  . 国际奥林匹克委员会.   [2021-03-25]. （原始内容存档于2017-05-28）.
64. ↑  . 国际奥林匹克委员会.   [2021-03-25]. （原始内容存档于2018-02-27）.
65. ↑  . 国际奥林匹克委员会.   [2021-03-25]. （原始内容存档于2021-04-23）.
66. ↑  . 国际奥林匹克委员会.   [2021-03-25]. （原始内容存档于2021-04-26）.
67. ↑  . 国际奥林匹克委员会.   [2021-03-25]. （原始内容存档于2021-04-25）.
68. ↑  . 国际奥林匹克委员会.   [2021-03-25]. （原始内容存档于2021-04-26）.
69. ↑  . 国际奥林匹克委员会.   [2021-03-25]. （原始内容存档于2021-04-23）.
70. ↑  . 国际奥林匹克委员会.   [2021-03-25]. （原始内容存档于2021-04-25）.
71. ↑  . 国际奥林匹克委员会.   [2021-03-25]. （原始内容存档于2021-04-23）.
72. ↑  . 国际奥林匹克委员会.   [2021-03-25]. （原始内容存档于2020-12-15）.
73. ↑  . 国际奥林匹克委员会.   [2021-05-29]. （原始内容存档于2021-07-02）.